# (37862) 1998 FR5
1998 FR5 (asteroide 37862) é um asteroide da cintura principal. Possui uma excentricidade de 0.08062420 e uma inclinação de 1.19941º.
Este asteroide foi descoberto no dia 24 de março de 1998 por Paul G. Comba em Prescott.